# Само двапут се живи
Само двапут се живи (енгл. You Only Live Twice) је шпијунски филм из 1967. године и пети у серији Џејмс Бонд британског продуцента Eon Productions-а, у ком игра Шон Конери као измишљени агент MI6-а, Џејмс Бонд. Први је филм о Бонду који је режирао Луис Гилберт, који је касније режирао филмове Шпијун који ме је волео (1977) и Операција Свемир (1979), у којима главну улогу игра Роџер Мур. Сценарио овог филма је написао Роалд Дал и слабо је темељен на истоименом роману из 1964. Ијана Флеминга. Ово је први филм о Џејмсу Бонду који је одбацио већину Флемингове радње, користећи само неколико ликова и локација из књиге као позадину за потпуно нову причу.
У филму, Бонд је послат у Јапан након што су америчке и совјетске свемирске летелице мистериозно нестале у орбити, а две нације оптужују једна другу усред Хладног рата. Бонд тајно путује на удаљено јапанско острво како би пронашао починиоце и суочава се лицем у лице са Ернстом Ставром Блофелдом, шефом Спектре. Први пут се открива Блофелдов изглед, који је у ранијим филмовима било делимично скриван. Спектра ради за владу неименоване азијске силе, за коју се наговештава да је Народна Република Кина, како би изазвала рат између суперсила.
Током снимања у Јапану најављено је да ће се Шон Конери повући из улоге Бонда, али након одсуства у само једном филму, вратио се 1971. године у филму Дијаманти су вечни и касније 1983. у незваничном филму Никад не реци никад. Само двапут се живи постигао је велики успех, примио позитивне критике и зарадио преко 111 милиона долара широм света. Међутим, филм је био први у серији који је забележио пад прихода на благајнама због прекомерне засићености шпијунског филмског жанра којем су допринели имитатори франшизе, укључујући недавни и лоше примљени конкурентски лиценцирани филм о Џејмсу Бонду, Казино Ројал, Columbia Pictures-а који је издат раније исте године.

## Радња
У свемиру, мистериозна летелица заробљава америчку свемирску капсулу. Сједињене Државе сумњају да је ово било дело Совјетског Савеза, а свет се налази на врхунцу Хладног рата и на рубу Трећег светског рата. Влада Уједињеног Краљевства, међутим, верује како се мистериозна летелица спустила у Јапанско море. Ово их упућује да верују како би у причу могла бити умешана и јапанска страна.
Џејмс Бонд је инсценирао властиту смрт у Хонгконгу. Према његовом надређеном, М, ово даје Бонду „више маневарског простора”. Он је послат у Јапан како би истражио британску сумњу о могућем нуклеарном рату, заједно са јапанским обавештајцем „Тигром” Танаком.
Бонд се јавља локалном МИ6 оперативцу, али овог убијају пре него што је успео да му саопшти информације о случају. Бонд крће у потеру за убицом, убија га, узима његову одећу, прерушава се и претвара се да је рањен како би стигао у своје седиште; испоставља се да је то фабрика хемикалија Осато. Бонд проваљује у канцеларију шефа јапанске корпорације, господина Осата, али има само неколико тренутака да узме неколико докумената након што је активирао сигурносни аларм.
Након што је напустио зграду, одлази са агенткињом Јапанске тајне службе, Аки. Међутим, Бонд постаје сумњичав након што му она није одговорила на питање, након чега се она повлачи на осамљено подручје. Бонд полази за њом, али пада у отвор који га одводи директно у канцеларију Тигра Танаке. Након што су га прописно идентификовали, шпијуни почињу да проучавају Бондове документе. Главни предмет њиховог интереса је туристичка фотографија теретног брода званог Нинг-По и микрофилм који садржи податак да су оперативци убили туристе из предострожности. Заинтересован зашто је фотографија вредна убијања, Бонд почиње да истражује складишта компаније и открива како је брод превозио течни кисеоник, компоненту ракетног горива. Заједно, њих двојица схватају како иза свега стоје Ернст Ставро Блофелд и његова организација Спектра, која је један од Осатових клијената.
Како би истражио сумњиво јапанско острво са фотографије брода, Бонд почиње да тренира са Танаком и његовим специјалним нинџа јединицама. Танака му препоручује да се преруши у јапанског рибара. Бонд пролази тренинг јапанске културе и лажно се жени локалном Јапанком, Kиси. Бонд из ваздуха истражује подручје са Малом Нели, наоружаним аутожиром који је креирао Кју. Неуспешно тражећи Спектрину базу, Бонда нападају наоружани хеликоптери, али он успева да се одупре. Пошто ово очито значи да је база близу, Бонд и Танака трагају за тачном локацијом. Они сазнају како се Сједињене Државе спремају да лансирају нову летелицу, што значи да ће је вероватно отети Спектра, и тако започети Трећи светски рат, пре него они успеју да спрече план. Међутим, долазе до одлучујућег трага након што је Kиси споменула како је једна жена мистериозно умрла након што је веслала у локалној пећини. Бонд и Kиси проналазе тајну Спектрину базу скривену у вулканском кратеру. Бонд улази унутра док се Kиси враћа како би обавестила Танаку. Бонд краде астронаутско одело у покушају да уђе у ракету.
Он прави грешку, након чега га открива Блофелд. У међувремену, Танака и његове специјалне нинџе покушавају да продру у отвор вулканског кратера. Међутим, опажају их пре него што су ушли, а Блофелд отвара ватру по њима. Бонд у једном тренутку упита за цигарету, која је заправо мини-ракета коју му је дао Кју. Убивши стражара код контроле кратера, Бонд успева да отвори врата, пуштајући Танакине снаге да заузму ракетну базу. Почиње масовна битка, која наноси велике штете контролној соби. Бонд и Танакине јединице примећују кретање и крећу према вратима. Бонд се сукобљава са Блофелдовим телохранитељем који држи контролни кључ за мисију и на крају га баца у базен са пиранама. Међутим, упркос борби, Спектрина ракета је још на путу да зароби америчку.
Бонд улази у контролну собу за лансирање и притиска дугме за самоуништење Спектриног свемирског брода пре него што он успе да зароби другу америчку свемирску капсулу и изазове рат са СССР-ом. Тренутак пре свог бега, Блофелд активира самоуништење целе базе. Kако база почиње да се урушава, Бонд, Kиси, Танака и преживеле нинџе напуштају базу. Улазе у чамце за спашавање избачене из ваздуха док вулканска ерупција уништава базу. Бонд и Kиси почињу да воде љубав у чамцу за спашавање, а британска подморница израња испод њих. На подморници су М и госпођица Манипени који одмах желе да чују Бондов извештај.

## Улоге
| Глумац           | Улога                                     |
| ---------------- | ----------------------------------------- |
| Шон Конери       | Џејмс Бонд                                |
| Акико Вакабајаши | Аки                                       |
| Мије Хама        | Киси Сузуки                               |
| Тецуро Тамба     | Тигар Танака                              |
| Теру Шимада      | господин Осато                            |
| Карин Дор        | Хелга Брант / Број 11                     |
| Доналд Плезенс   | Ернст Ставро Блофелд                      |
| Бернард Ли       | М                                         |
| Лоис Максвел     | госпођица Манипени                        |
| Дезмонд Левелин  | Кју                                       |
| Чарлс Греј       | Дико Хендерсон                            |
| Рик Јанг         | кинески агент у бази СПЕКТРЕ (непотписан) |